# سن زمین

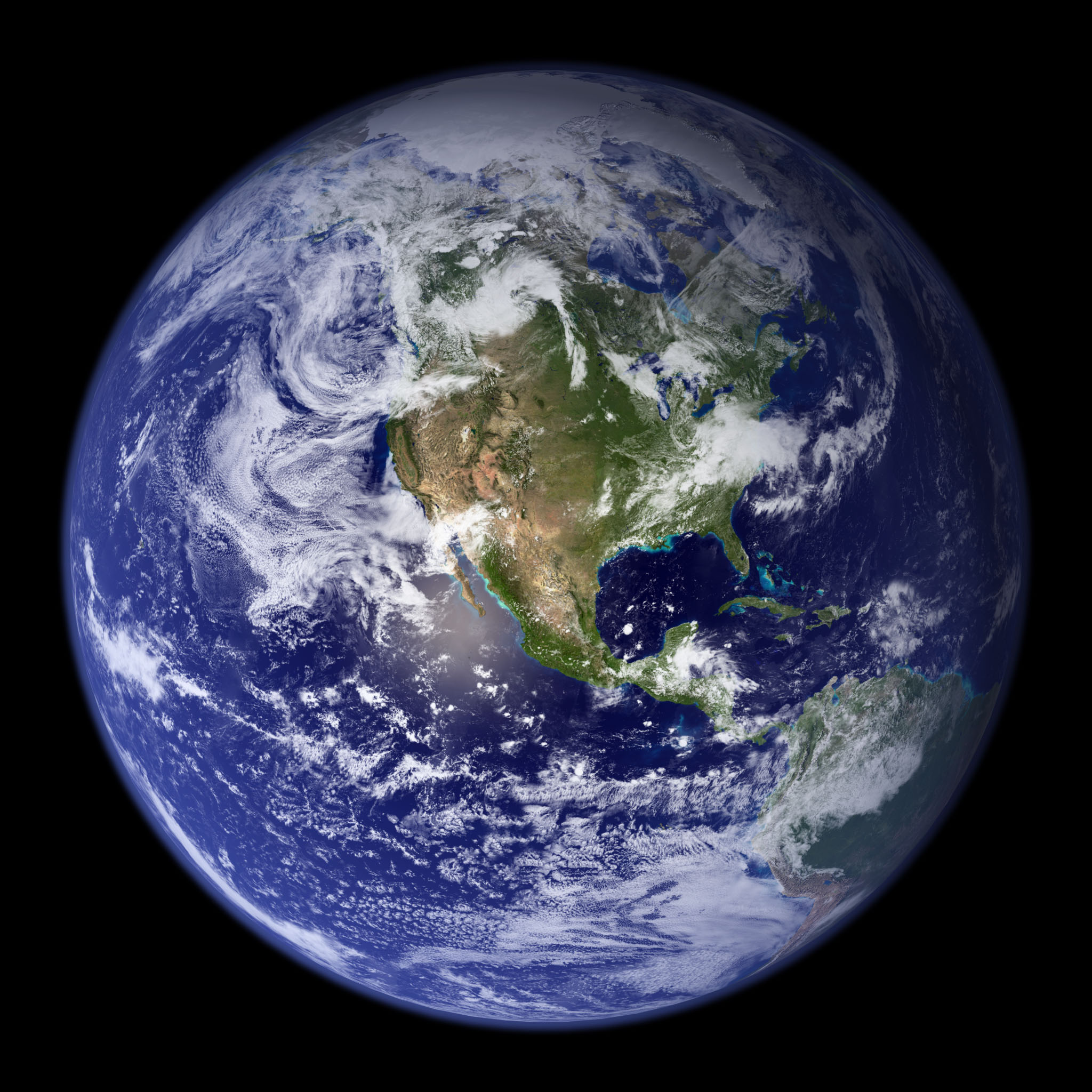
کره زمین

سن زمین برابر با ۴٫۵۴ ± ۰٫۰۵ میلیارد سال (4.54 × 109 سال ± ۱٪). این سن بر اساس مدارک پرتونگاری شهاب‌سنگ‌ها و مطابقت آن‌ها با سنگ‌های زمینی و سنگ‌های ماه به دست آمده‌است. بعد از انقلاب علمی و توسعهٔ سیستم پرتونگاری در سنگ‌های غنی از اورانیم نشان داد که سن زمین از یک میلیارد سال بیشتر است..
قدیمی‌ترین سنگ‌ها موجود در زمین؛ کریستال‌های حاوی زیرکن در استرالیای غربی هستند که ۴٫۴۰۴ میلیارد سال عمر دارند. در مقایسهٔ جرم و فروزندگی خورشید با دیگر ستارگان نشان می‌دهد که منظومهٔ خورشیدی عمر بسیار بیشتری از آن سنگ‌ها (و عمر زمین) ندارد. شهاب‌سنگ‌های دارای ترکیبات آلومینیوم و کلسیم نشان داده‌اند که عمری نزدیک به ۴٫۵۶۷ میلیارد سال دارند عمر منظومهٔ خورشیدی در واقع حد بالای سن زمین است.